# Vehicle de mobilitat personal
|  | No s'ha de confondre amb Vehicle de mobilitat. |

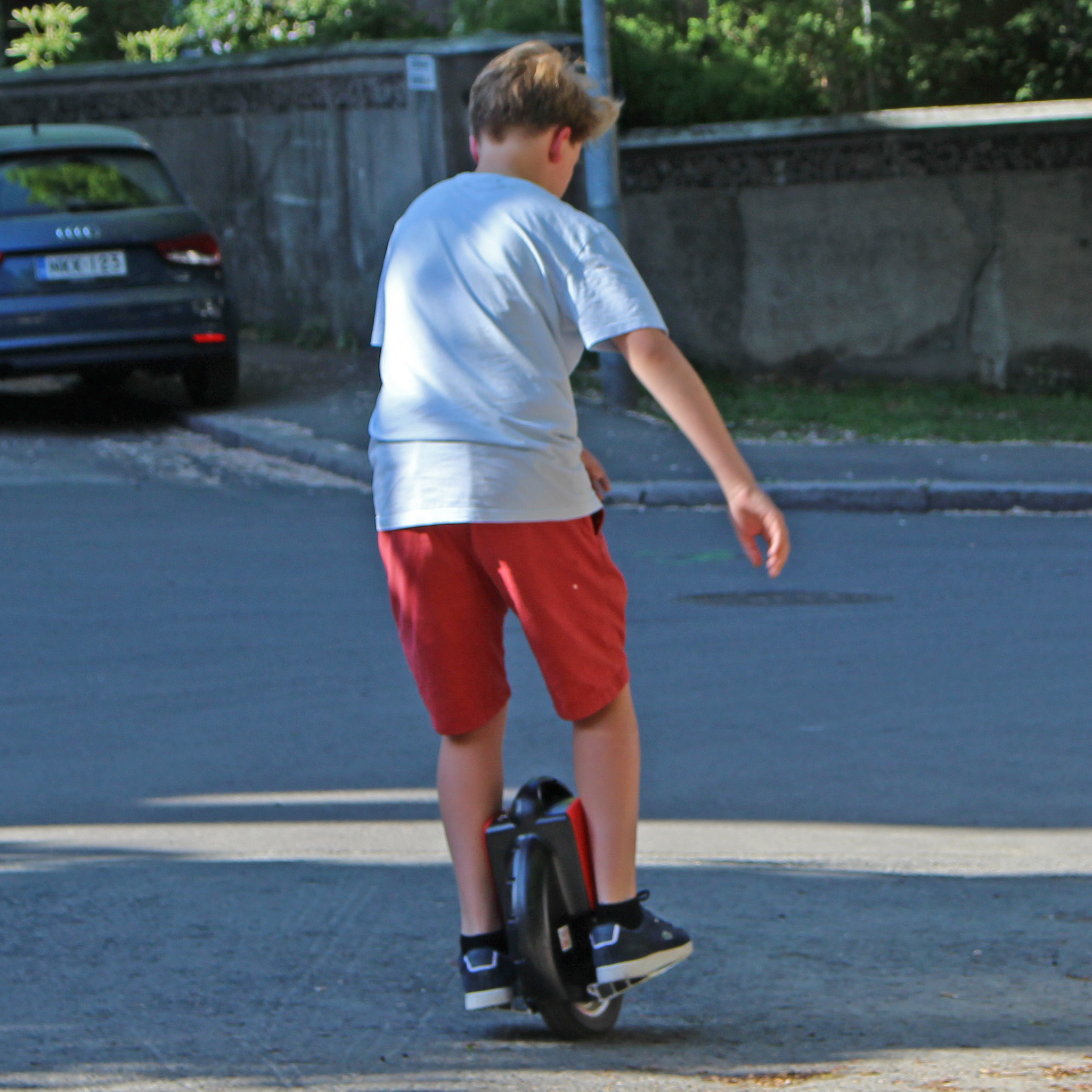
Un nen amb un monocicle autoequilibrat

Un vehicle de mobilitat personal (VMP) és un tipus de vehicle generalment recent (del segle xxi), d'una sola plaça, concebut per a la micromobilitat. Es caracteritza per estar propulsat exclusivament per motors elèctrics i per assolir una velocitat màxima que normalment no excedeix els 25 km/h. A causa de la seva creixent popularitat, les legislacions de nombrosos països estan contemplant la manera de classificar-los i regular-ne l'ús.
Alguns tipus de vehicles de mobilitat personal són els patinets elèctrics, els monocicles autoequilibrats, les taules de dues rodes autoequilibrades i giròpodes com el Segway. No se solen considerar com a tals les bicicletes elèctriques, ja que combinen la seva propulsió mitjançant un motor elèctric amb el pedaleig de l'usuari.

## Regulació espanyola
El 30 de desembre de 2020 va entrar en vigor el Reial Decret 970/2020 pel qual es modificava el Reglamento General de Vehículos i el Reglamento General de Circulación. El nou reglament va definir el vehicle de mobilitat personal com un vehicle d'una o més rodes dotat d'una única plaça i propulsat exclusivament per motors elèctrics que poden proporcionar al vehicle una velocitat màxima per disseny compresa entre 6 i 25 km/h.
D'aquesta definició s'exclouen els vehicles per a persones de mobilitat reduïda, els vehicles de competició, els vehicles dotats de selló però no de sistema de autoequilibrat, els vehicles amb una tensió de treball major de 100 VCC o 240 VAC i els vehicles de motor de dues i tres rodes i els quadricicles ja contemplats en el Reglament n.º 168/2013 del Parlament Europeu i del Consell. Els VMP es consideren així com vehicles amb caràcter general, equiparant-se les obligacions dels seus conductors a les dels conductors d'altres vehicles quant a la taxa d'alcoholèmia, a la prohibició de conduir sota la influència de les drogues o l'ús d'auriculars i telèfon mòbil.